# Foley Room
A Foley Room Amon Tobin, brazil zenész és DJ 2007-ben megjelent hetedik stúdióalbuma.
A Foley Room azt a szobát jelenti, ahol a filmek számára veszik fel a különböző hangeffekteket. Nem csoda, hogy ezt a címet választotta albumának címeként, hiszen a számok tele vannak olyan effektusokkal, mint tigrisüvöltés, vagy rovarok és motorok hangja.

## Zeneszámok listája
Az összes számot Amon Tobin írta.
1. Bloodstone – 4:13
2. Esther's – 3:21
3. Keep Your Distance – 4:48
4. The Killer's Vanilla – 4:14
5. Kitchen Sink – 4:49
6. Horsefish – 5:07
7. Foley Room – 3:37
8. Big Furry Head – 3:22
9. Ever Falling – 3:49
10. Always – 3:39
11. Straight Psyche – 6:49
12. At the End of the Day – 3:18